# 迪安·高尔特
迪安·高尔特（英語：Dean Galt，1971年2月13日—），新西兰男子羽毛球运动员。他曾代表新西兰参加1994年和1998年英联邦运动会羽毛球比赛，其中1998年英联邦运动会获得一枚铜牌。